# Campillo de Azaba
Campillo de Azaba – gmina w Hiszpanii, w prowincji Salamanka, w Kastylii i León, o powierzchni 26,03 km². W 2011 roku gmina liczyła 187 mieszkańców.